# カワサキ・Z250
Z250（ゼットにひゃくごじゅう）は、川崎重工業モーターサイクル&エンジンカンパニーが製造販売している248ccのオートバイ（普通自動二輪車）である。
本項では2014年に発表されたシリーズ車種のZ250SLについても記述する。

## 概要
Z250は2013年2月1日に公式ウェブサイト上にて突如発表され、4月15日に発売された。Z1000およびZ800シリーズの末弟にあたり、世界で唯一の250ccのストリートファイターであった。日本国外仕様より先に、カワサキモータースジャパンが日本で正規販売する仕様を発表したのは、近年のZシリーズではZ250が初めてとなる。

## Z250
車体は2012年に発表された2代目ニンジャ250をベースとし、ヘッドライトユニットはZ800と同様に睨み付くような意匠となりサイドにはZをかたどったカウルと、アンダーカウルが装備されている。ハンドルがセパレートハンドルからワイドなバーハンドルに変更された。ニンジャ250よりキャスターは1度立たされ、それによりトレールも11mm短くなっている。別体式のフロントウインカーはヘッドライトユニットの上部に配置されている。
車両の生産は子会社のカワサキモータースエンタープライズタイランド。これにより生産コストを抑え、販売価格は50万円を大きく割り込む465,000円（税抜）となった。その後、2013年モデルの途中からタイでの車体組立を日本の明石工場へ移管したが、価格は従来を維持した。
2015年5月15日より日本仕様はZ250 ABSとして発売された。姉妹モデルであるニンジャ250の一部モデルに搭載されるABSとアシスト＆スリッパークラッチが共に標準装備となり、タイヤがSレンジから換装されている。これらにより車体重量は2kg増となる。

### モデル一覧

#### 2013年仕様
以下のカラーバリエーションで発売された。
- 通常モデル
  - █フラットエボニー
  - █パールスターダストホワイト
- 国内未発売モデル
  - █Candy Persimmon Red
  - ██Candy Flat Blazed Green / Metallic Spark Black

#### 2014年仕様
2トーンの配色を取り入れたモデルを初めて日本で発売した。
- 通常モデル
  - ██キャンディバーントオレンジ/メタリックフラットスパークブラック
  - ██パールスターダストホワイト/メタリックフラットスパークブラック

#### 2015年仕様
ABSとアシスト＆スリッパークラッチを搭載。2トーンの配色は変更された。
- 通常モデル
  - ██キャンディプラズマブルー/メタリックスパークブラック
  - ██メタリックダストグレー/メタリックフラットスパークブラック
- 国内未発売モデル
  - ██Candy Flat Blazed Green / Metallic Spark Black（2パターンあり）
  - ██Pearl Shining Yellow / Metallic Spark Black
  - ██Metallic Raw Graystone / Metallic Spark Black
  - ██Candy Burnt Orange / Metallic Flat Spark Black（2パターンあり）
  - █Pearl Stardust White

## Z250SL
Z250SL（ゼット250エスエル）は2014年に発表された。先に発表されていたNinja250SLのネイキッドバージョンにあたる。生産はタイカワサキ。
2016年3月15日から日本仕様も正規輸入により発売され、翌2017年6月に平成28年排出ガス規制の適用を受け販売終了。海外仕様にはABSが装備されているが、日本仕様には装備されなかった。